# جيم هيل (لاعب كرة قدم أمريكية)
جيم هيل (بالإنجليزية: Jim Hill)‏ هو لاعب كرة قدم أمريكية أمريكي، ولد في 21 أكتوبر 1946 في سان أنطونيو في الولايات المتحدة.

## وصلات خارجية
- جيم هيل على موقع مرجع كرة القدم المحترفة.كوم (الإنجليزية)
- جيم هيل على موقع قاعة كاليفورنيا للمشاهير الرياضية (الإنجليزية)
- جيم هيل على موقع IMDb (الإنجليزية)
- جيم هيل على موقع قاعدة بيانات الفيلم (الإنجليزية)